# Szadek (gmina Ceków-Kolonia)
Szadek – wieś w Polsce położona w województwie wielkopolskim, w powiecie kaliskim, w gminie Ceków-Kolonia.
W latach 1975–1998 miejscowość należała administracyjnie do województwa kaliskiego.